# Amanda Leighton
Pour les articles homonymes, voir Leighton.
Amanda Leighton, née le 7 juin 1993 à Fresno (Californie), est une actrice et comédienne de doublage américaine. Elle est surtout connue pour avoir incarné le rôle d'Emma dans la série télévisée américaine The Fosters.

## Filmographie

### Cinéma
- 2012 : Divorce Invitation : Alex, jeune
- 2015 : The Better Half : Emily Ryan
- 2020 : Chance : Brooke

### Télévision

#### Séries télévisées
- 2005 : Six Feet Under : une enfant qui chante
- 2010 : Esprits criminels : Trish Leake
- 2011 : Grey's Anatomy : Sarah Cassidy
- 2011 : Dr House : Elena, jeune
- 2011–2012 : 90210 Beverly Hills : Nouvelle Génération : Alex Scaborough (3 épisodes)
- 2011 : Pretty little liars : Danielle (2 épisodes)
- 2012 : Championnes à tout prix : Wendy Capshaw (7 épisodes)
- 2013–2014 : Les Feux de l'amour : Raven (6 épisodes)
- 2013 : Tatami Academy: Erica Staffman
- 2013 : Austin et Ally : Bonnie
- 2013 : Sketchy : la fille
- 2014–2018: The Fosters : Emma Kurtzman (54 épisodes)
- 2014 : Bones : Shwana
- 2019 : Good Trouble : Emma Kurtzman
- 2015 : Guide de survie d'un gamer : Emma (2 épisodes)
- 2016 : Rosewood : Sophie Hornstock (2 épisodes)
- 2017–2022 : This is Us : Sophie, jeune (19 épisodes)

#### Séries télévisées d'animation
- 2016–2019 : Les Super Nanas : Belle (voix, 99 épisodes)
- 2016 : Teen Titans Go! : Blossom (voix)
- 2017–2022 : Unikitty! : Angelbit (voix, 3 épisodes)
- 2018–2019 : Trolls : En avant la musique ! : Poppy (voix, 52 épisodes)
- 2019 : Teen Girl in a Frog World : Polly Plantar (voix, 2 épisodes)
- 2019–2022 : Amphibia : Polly Plantar / Molly (voix, 58 épisodes)
- 2020 : Solar Opposites : Angela (voix, 2 épisodes)
- 2020–2021 :Trolls Trollstopia : Poppy (voix, 26 épisodes)
- 2021 : Vlogs from the Bog : Polly Planter (voix, 3 épisodes)

#### Téléfilms
- 2013 : Filthy Preppy Teen$ : Whitney
- 2016 : The Cheerledear Murders : Dee James